# Wyżnica (stacja kolejowa)
Wyżnica (ukr. Вижниця, rum. Vijnița, ros. Вижница) – stacja kolejowa w miejscowości Wyżnica, w rejonie wyżnickim, w obwodzie czerniowieckim, na Ukrainie. Położona jest na linii Zawale – Wyżnica. Jest to stacja krańcowa linii.
Stacja istniała przed II wojną światową.